# Farfantepenaeus brasiliensis
Farfantepenaeus brasiliensis is een tienpotigensoort uit de familie van de Penaeidae. De wetenschappelijke naam van de soort is voor het eerst geldig gepubliceerd in 1817 door Latreille.